# Molippa larensis
Molippa larensis är en fjärilsart som beskrevs av Lemaire 1972. Molippa larensis ingår i släktet Molippa och familjen påfågelsspinnare. Inga underarter finns listade i Catalogue of Life.